# 白塔 (纽伦堡)

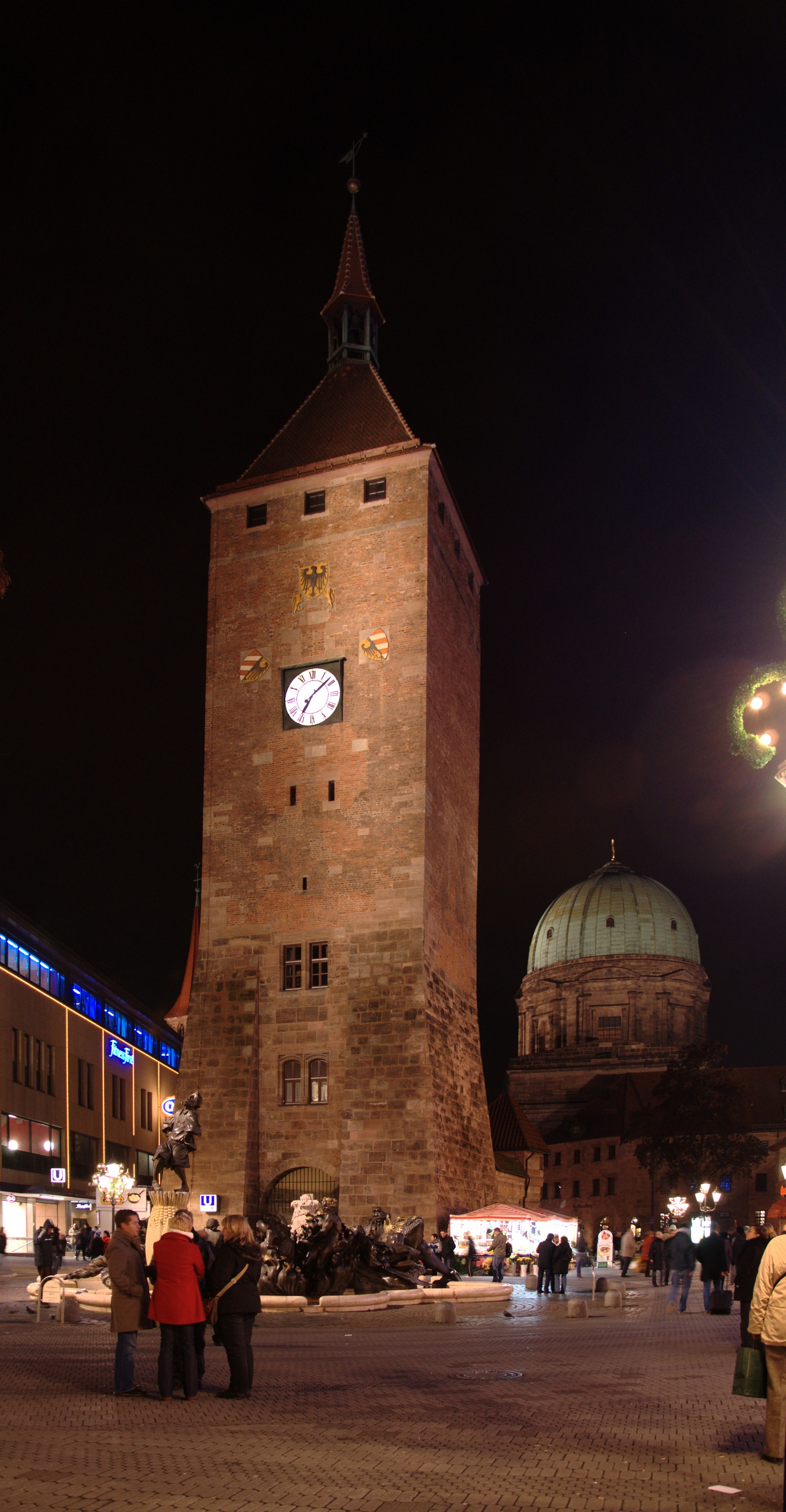
白塔

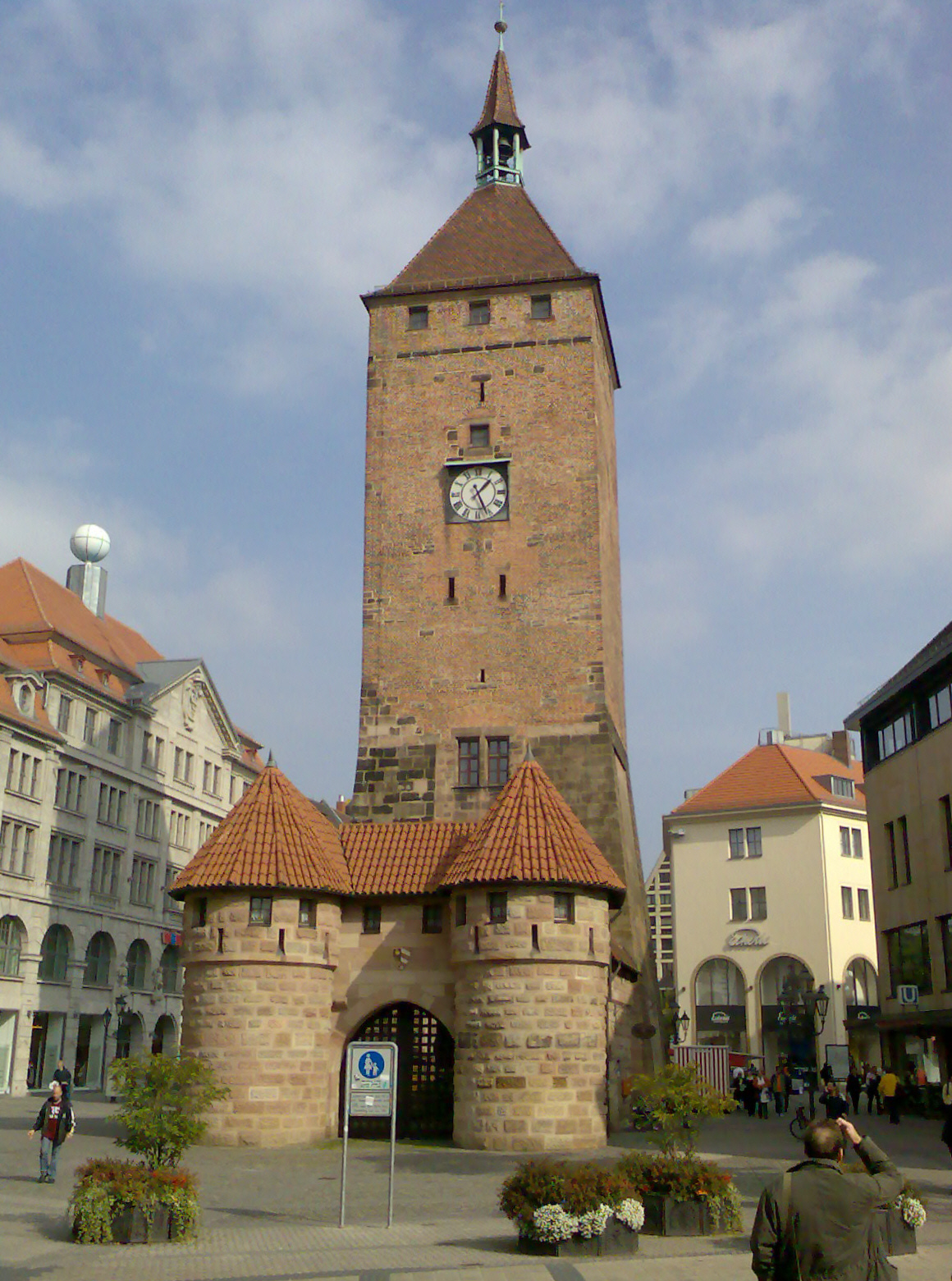
白塔

白塔（Weiße Turm）是纽伦堡城墙的一个门楼，原为内斯皮特勒门（Inneren Spittlertores）的一部分，位于劳伦斯老城区（Lorenzer Altstadt，即南城）的路德维希广场（Ludwigsplatz），两座前条顿骑士团教堂圣雅各堂和圣伊撒伯尔堂对面。从白塔向东到圣劳伦斯堂有两条平行的步行街：卡罗琳街（Karolinenstraße）和宽巷（Breite Gasse）。  
白塔上有一大钟。 白塔的名字来源于砖墙上的白石膏。战后修复时去掉了石膏。 
1978年修建纽伦堡地铁，设有白塔站及自动扶梯。 